# Gobi-Breitflügelfledermaus
Die Gobi-Breitflügelfledermaus (Eptesicus gobiensis) ist eine Fledermausart aus der Gattung der Breitflügelfledermäuse (Eptesicus), die der Familie der Glattnasen (Vespertilionidae) zugeordnet ist. Sie lebt in Wüstengebieten und ist über weite Teile Asiens vom Iran bis in die Mongolei, die Volksrepublik China und Russland verbreitet.

## Merkmale
Der Gobi-Breitflügelfledermaus erreicht eine Kopf-Rumpf-Länge von etwa 5,7 bis 6,5 Zentimetern, der Schwanz wird etwa 4,0 bis 4,5 Millimeter lang. Die Ohrlänge beträgt 10 bis 15 Millimeter, die Hinterfußlänge 9 bis 10 Millimeter. Der Unterarm hat eine Länge von 38 bis 42 Millimetern. Es handelt sich um eine kleine Art der Gattung mit dunkelbraunem Rückenfell mit rötlicher Einwaschung. Die Bauchseite ist bräunlich weiß.
Der Schädel hat eine Länge von 16 Millimetern. Er ist vergleichsweise flach mit abgeflachtem Supraorbitalkamm. Die knöcherne Schnauze, der Gaumen und die Jochbögen sind schmal ausgebildet. Der äußere Schneidezahn im Oberkiefer ist kleiner als der innere.

## Verbreitung
Die Gobi-Breitflügelfledermaus ist über weite Teile Asiens von der Region Alborz im Iran über Pakistan und dem Norden Indiens, Afghanistan, Nepal, Turkmenistan, dem Osten von Kasachstan im Tarbagataigebirge bis in die Mongolei, den Nordwesten der Volksrepublik China und Russland verbreitet. In China lebt die Art in den Provinzen Xinjiang und wahrscheinlich auch in Xizang, in Russland in der autonomen Republik Tuwa. In der Mongolei ist die Art über alle Regionen der Gobi und des angrenzenden Altai-Gebirges verbreitet.

## Lebensweise
Die Gobi-Breitflügelfledermaus kommt als Wüstenart in Trockengebieten und Gebirgsregionen vor. Sie lebt vor allem in Höhlen und verlassenen Gebäuden. Wie andere Arten der Gattung ernährt sich die Fledermaus überwiegend von Insekten, die sie im Flug erbeutet.

## Systematik
Der Gobi-Breitflügelfledermaus wird als eigenständige Art innerhalb der Gattung der Breitflügelfledermäuse (Eptesicus) eingeordnet, die aus über 30 Arten besteht. Die wissenschaftliche Erstbeschreibung stammt von dem russischen Zoologen Nikolai Alexejewitsch Bobrinski aus dem Jahr 1926, der die Art anhand von Individuen aus dem Gobi-Altai in der Mongolei einführte. Teilweise wurde die Gobi-Breitflügelfledermaus der Nordfledermaus (Eptesicus nilssonii) zugeordnet, der eigene Artstatus wurde mittlerweile jedoch validiert.
Innerhalb der Art werden gemeinsam mit der Nominatform drei Unterarten unterschieden:
- Eptesicus gobiensis gobiensis
- Eptesicus gobiensis centrasiaticus
- Eptesicus gobiensis kashgaricus

## Gefährdung und Schutz
Die Art wird aufgrund des großen Verbreitungsgebietes und der großen Bestandszahl von der International Union for Conservation of Nature and Natural Resources (IUCN) als nicht gefährdet (least concern) gelistet. Die Art ist nicht häufig, kommt jedoch regelmäßig vor und ein Rückgang der Bestände ist nicht bekannt. Bestandsgefährdende Risiken bestehen nicht.
Problematisch für die Gobi-Breitflügelfledermaus sind austrocknende Wasserstellen und Trockenheit, wobei nicht bekannt ist, ob diese Veränderungen in Teilen des Verbreitungsgebietes durch menschlichen Einfluss oder natürlich passieren.

## Belege
1. 1 2 3 4 5  Don E. Wilson: Gobi Big Brown Bat. In: Andrew T. Smith, Yan Xie: A Guide to the Mammals of China. Princeton University Press, 2008; S. 356–357. ISBN 978-0-691-09984-2.
2. 1 2 3  Eptesicus gobiensis in der Roten Liste gefährdeter Arten der IUCN 2016.1. Eingestellt von: M. Stubbe, J. Ariunbold, V. Buuveibaatar, S. Dorjderem, Ts. Monkhzul, M. Otgonbaatar, M. Tsogbadrakh, K. Tsytsulina, 2008. Abgerufen am 22. August 2016.
3. 1 2  Eptesicus (Eptesicus) gobiensis. In: Don E. Wilson, DeeAnn M. Reeder (Hrsg.): Mammal Species of the World. A taxonomic and geographic Reference. 2 Bände. 3. Auflage. Johns Hopkins University Press, Baltimore MD 2005, ISBN 0-8018-8221-4.